# Christian Agbobli
Pour les articles homonymes, voir Agbobli.
Christian Agbobli, né en 1975, est un chercheur en sciences de la communication. Professeur titulaire au Département de communication sociale et publique de l’Université du Québec à Montréal, il est spécialiste en communication internationale et interculturelle.

## Biographie
D’origine togolaise et québécois d’adoption, Christian Agbobli a étudié à Lomé, Poitiers et Montréal.
Titulaire d’un doctorat en communication, Christian Agbobli est cofondateur du Groupe d’études et de recherches axées sur la communication internationale et interculturelle (GERACII) dont il a été le directeur pendant 10 ans. Il est impliqué au sein de la Chaire UNESCO en communication et technologies pour le développement à titre de cotitulaire, puis de titulaire. Ses intérêts pour la communication internationale et interculturelle contribuent à structurer le champ de la communication internationale et interculturelle dans les Sciences de l’information et de la communication.
Membre de plusieurs comités scientifiques de revues internationales et de congrès, Christian Agbobli a effectué plus de quarante missions et séjours d’enseignement et de recherche à l’échelle internationale dans plusieurs pays (Argentine, Belgique, Bénin, Brésil, Colombie, Congo, Corée du Sud, Italie, Portugal, Roumanie, Sénégal, Suisse, Togo, Uruguay). Il fut également professeur invité en Côte d’ivoire, en France, en Martinique et au Maroc.
Nommé vice-recteur à la Recherche, à la création et à la diffusion de l’Université du Québec à Montréal en 2020, le journaliste Cyrille Ekwalla affirme qu'il est le premier québécois d'origine d'Afrique subsaharienne nommé à un poste d'une telle responsabilité dans une université au Québec,. Cette nomination a également été soulignée dans les médias togolais,. Il a également été vice-doyen à la recherche et à la création de la Faculté de communication (2013-2014), directeur du programme de doctorat en communication (2013) ainsi que directeur du programme de maîtrise en communication (2010-2013) de cette université canadienne. Au Québec, il est également membre du comité expert du Service de police de la Ville de Montréal sur le profilage racial. Comme membre de ce comité conseil, son rôle est de conseiller le Service de police sur la manière de prévenir le profilage (délit de faciès) provenant des policiers.
Christian Agbobli est impliqué dans les projets reliés à la francophonie. Avec Alain Gerlache et Dominique Mégard, il est un des trois parrains du Cercle des communicants et journalistes francophones (CCJF) fondé par Damien Arnaud. Il est aujourd’hui membre de son comité des sages.
Christian Agbobli publie des textes de réflexion dans des médias français et québécois.

## Distinctions
- Membre honoraire de l'International Association for Media and Communication Research
- Prix de reconnaissance de l'Association d'anémie falciforme du Québec

## Publications
- Destiny Tchéhouali et Christian Agbobli, État des lieux de la découvrabilité et de l’accès aux contenus culturels francophones sur Internet, Villiers St-Josse, HDiffusion pour l’Organisation internationale de la francophonie (OIF), 2020, 111 p.
- Destiny Tchéhouali et Christian Agbobli (sous la direction de), Accessibilité et découvrabilité des contenus culturels francophones.../ Regards croisés... : Regards croisés entre chercheurs, décideurs et professionnels de la culture de l’espace francophone, Villiers St-Josse, Direction Langue française, culture et diversité de l’Organisation internationale de la francophonie (OIF), HDiffusion, 2020, 221 p.
- Christian Agbobli, La diaspora togolaise de 1960 à nos jours : histoire, répartition géographique et apports dans le développement économique du Togo, Paris, Éditions L’Harmattan, 2017, 204 p.
- Christian Agbobli, Oumar Kane et Gaby Hsab (sous la direction de), Identités diasporiques et communication, Presses de l’Université du Québec, 2013, 192 p.
- Christian Agbobli (sous la direction de), Quelle communication pour quel changement? Les dessous du changement social, Presses de l’Université du Québec, 2009, 300 p.